# Vasile Jula
Vasile Jula (n. 13 decembrie 1974 în Dej, Cluj) este un fotbalist român care joacă pentru echipa FC Zalău pe postul de fundaș central.